# RD-270
RD-270（俄语：Раке́тный дви́гатель 270，缩写：8D420 || 英语： Rocket Engine 270，缩写：8D420）是一款单室液体双组元火箭发动机，由苏联能源机械制造厂于1960-1970年间设计。它将用于拟议的重型UR-700和UR-900火箭系列的第一级，以及N1火箭。它是苏联单室发动机中推力最大的，在地球表面推力达640吨。它所用的推进剂是偏二甲肼（UDMH）和四氧化二氮（N2O4）。该舱室压力是最高水平之一，约为26MPa。这是通过对所有进入的燃料应用全流量分级燃烧循环实现的，燃料变成气体并经过多个涡轮机，然后在燃烧室中燃烧。这使得发动机的比冲达到301 s（2.95 km/s）在地球表面。
当决定取消该计划时，发动机测试正在进行中。 1970年12月11日，相应火箭项目的所有其他开发工作均停止了。

## 历史
RD-270的研发于1962年6月26日开始。该发动机的初步调查和开发及其进一步生产都是在瓦伦丁·格鲁什科 (Valentin Glushko)的指导下进行的，并于1967年完成。它成为迄今为止世界上使用高沸点推进剂的最强大的发动机。 至1969年间，使用适合在海平面工作且配有短喷嘴的实验发动机进行了多次试射。总共对22台发动机进行了27次试射，其中三台发动机试射了两次，其中一台试射了三次。随后，所有工作及UR-700项目的相应活动均停止。
RD 270也曾被考虑用于R-56火箭（尽管从未正式采用），直到1964年6月设计工作停止。 
在开发过程中，格鲁什科研究了在改进的RD-270M发动机中使用戊硼烷“zip”推进剂。这会产生严重的毒性问题，但会使发动机的比冲增加42秒（0.41每秒）。

## 设计
发动机油门范围为95–105%，推力矢量控制范围为±12°（R-56项目）和±8°（ UR-700火箭系列）。氧化剂与燃料的比率为2.67，最高可改变7%。
为了达到RD-270预计的那样高的比冲和燃烧室压力，采用了两套全流量分级燃烧循环。一对带有预燃器的涡轮机将燃料转化为气态，并循环所有燃料成分。其中一个涡轮机使用富燃料气体为燃料泵提供动力，另一个涡轮机使用富氧化剂气体为氧化剂泵提供动力。因此，主燃烧室（MCC ）仅燃烧涡轮机未燃烧完的气体。发动机控制器调节两个独立的燃料和氧化剂回路的功能。
为了冷却主燃烧室，它采用分层壁结构，内部有四条槽带。喷嘴的某些部件被二氧化锆覆盖，以起到热防护作用。